# ArmaLite AR-18
AR-18 (ArmaLite model 18) je útočná puška fungující na principu odběru prachových plynů v ráži 5,56 × 45 mm NATO, jejími tvůrci byli Eugene Stoner, a Arthur Miller. Ačkoli se AR-18 příliš neprosadila, jedná se o významnou zbraň, ze které konstrukčně vychází mnoho současných útočných pušek, jako je např. SA80, G36, SAR 80, Howa Type 89 a další.

## Historie
Krátce poté, co v ArmaLite vznikla AR-10 byl zahájen vývoj AR-12 jako její levnější a výrobně jednodušší verze. Tuto verzi bylo plánováno prodávat do méně rozvinutých zemí, ale krátce po dokončení prototypu byl projekt opuštěn. AR-12 byla rovněž komorována pro ráži 7,62 × 51 mm NATO. Spodní část pouzdra závěru (lower reciver) vznikla z lisovaného plechu. V roce 1959 společnost Colt odkoupila od ArmaLite práva na AR-10 a AR-15 a jejich patentově chráněné části. ArmaLite proto nemohla dále používat systém přímého působení povýstřelových plynů na nosič závorníku, který byl patentově chráněn. Stoner proto musel změnit konstrukci AR-12 na krátký píst, kterou si vypůjčil z SVT-40. Vrchní část pouzdra závěru byla rovněž změněna na lisovanou.
Stoner opustil společnost ArmaLite v roce 1961. V roce 1963 Arthur Miller zmenšil AR-16 na ráži 5,56 NATO a přepracoval zbraň do současné podoby AR-18.)
Společnost ArmaLite změnila obchodní strategii, nadále již nechtěla prodávat práva na celou zbraň, jako tomu bylo u AR-10/15. Místo toho společnost chtěla sama zbraně vyrábět a prodávat licence na výrobu zbraní. ArmaLite vyráběla pušky v Costa Mesa (4018 AR-180 poloautomatických pušek a 1171 AR-18 útočných pušek) v letech 1969 až 1972. V roce 1966 nebo 67 odprodala licenci společnosti Howa v Japonsku, která vyrobila dalších 3 927 zbraní. Krátce po uzavření dohody však japonská vláda omezila prodej zbraní do zemí ve válce a společnost ArmaLite hledala nového partnera. V roce 1974 koupila licenci zbrojovka Sterling ve Velké Británii, která vyrobila 12 362 AR-180. Puška byla sporadicky testována americkou armádou v letech 1964 až 1970, ale bylo zjištěno, že není tak dobrá jako AR-15 / M16.

## Konstrukce
AR-18 funguje na principu odběru prachových plynů z hlavně. Tyto plyny nejsou vedeny přímo na čelo nosiče závorníku, ale na krátký píst uložený nad hlavní, který předává impulz závorníku.
Použití krátkého pístu má pozitivní vliv na funkčnost zbraně, dochází k menšímu zanášení vnitřních součástí a jejich teplotnímu namáhání. Rotační závorník je použit podobný jako u AR-15, ale je uvnitř hranatějšího nosiče závorníku obdélníkového tvaru.
Na rozdíl od AR-15 není vratná pružina umístěna uvnitř pažby. Místo toho byly použity 2 vratné pružiny uvnitř pouzdra závěru, to na rozdíl od AR-15 umožňuje použít sklopnou pažbu. AR-18 nemá na rozdíl od AR-15 napínací táhlo závěru na horní straně pouzdra, ale napínací páku, která je přímo spojená s nosičem závorníku.
AR-18 používá shodný STANAG zásobník jako AR-15, ale s tím rozdílem že je na pravé straně je otvor pro záchyt zásobníku.